# Jefté
Jefté, bürgerlich Jefté Vital da Silva Dias (* 21. Dezember 2003 in Rio de Janeiro), ist ein brasilianischer Fußballspieler der bei den Glasgow Rangers in der Scottish Premiership unter Vertrag steht.

## Karriere
Jefté wurde in Rio de Janeiro geboren und begann seine Fußballkarriere rund 20 km nordwestlich seiner Geburtsstadt beim EC Tigres do Brasil in Duque de Caxias. Im Jahr 2017 wechselte er in die Jugendakademie von Fluminense Rio de Janeiro. Mit der U17-Auswahl von Fluminense wurde der linke Verteidiger in der Saison 2020 brasilianischer Meister. Im März 2021 erhielt Jefté seinen ersten Profivertrag bei Fluminense mit einer Laufzeit bis zum Jahr 2025.
Am 4. Juli 2023 wurde Jefté für die gesamte Saison 2023/24 an den zypriotischen Erstligisten APOEL Nikosia ausgeliehen. Gleichzeitig verlängerte er seinen Vertrag mit Fluminense bis 2026. Sein Profidebüt gab er am 20. August 2023 bei einem 2:0-Auswärtssieg gegen AEZ Zakakiou. Am 2. Oktober 2023 erzielte der Defensivspieler beim 5:1-Heimsieg gegen Ethnikos Achnas sein erstes Tor als Profi, als er zum Endstand traf. Zusammen mit Lascha Dwali, Mateo Sušić und Issam Chebake bildete Jefté in der Spielzeit die vierer Abwehrkette des Rekordmeisters. Er absolvierte insgesamt 31 Ligaspiele und traf dreimal. APOEL kassierte in der Liga die wenigsten Gegentore aller 14 Mannschaften und gewann durch den direkten Vergleich zum Punktgleichen AEK Larnaka den 29. Meistertitel in Zypern.
Nach der Saison in Zypern wechselte Jefté mit einem Vierjahresvertrag zu den Glasgow Rangers nach Schottland, nachdem diese Fluminense eine Ablösesumme gezahlt hatten.

## Erfolge
mit APOEL Nikosia:
- Zyprischer Meister: 2024